# Бурзерові
Бурзерові (Burseraceae) — родина дводольних квіткових рослин, що належать до порядку сапіндоцвіті (Sapindales).

## Поширення

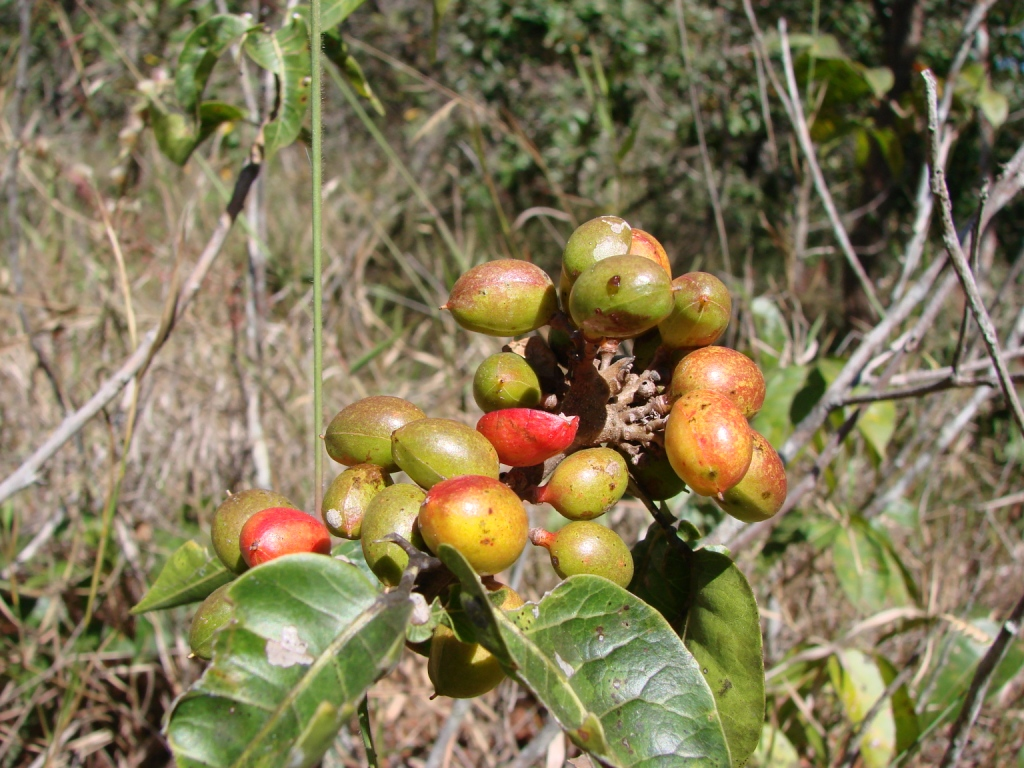
Плоди Protium ovatum

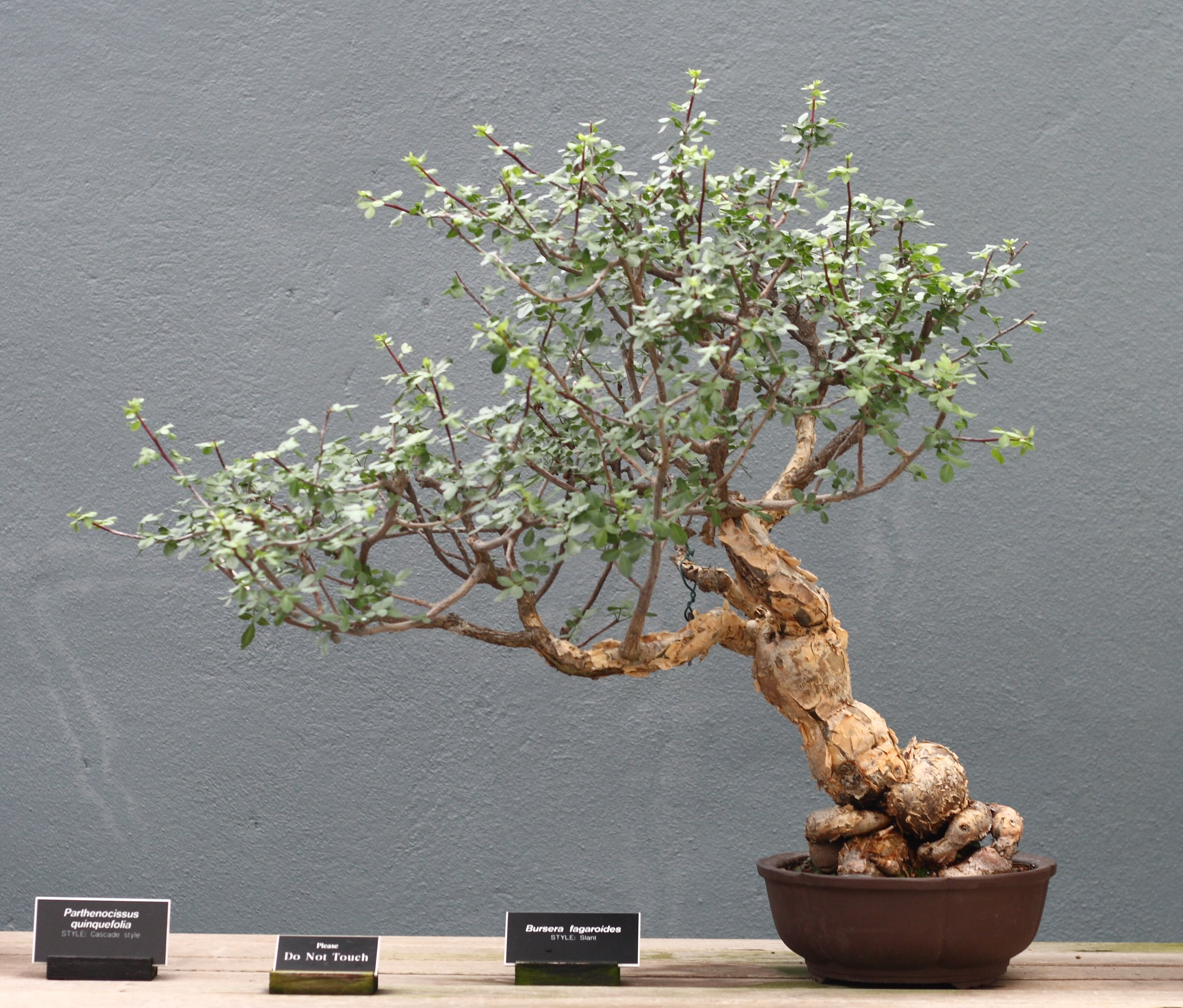
Бонсай з бурзери букоподібної (Bursera fagaroides)

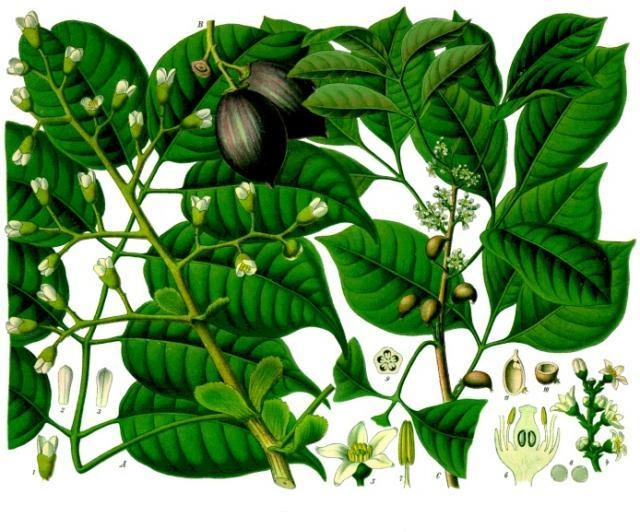
Канаріум індійський (Canarium indicum)

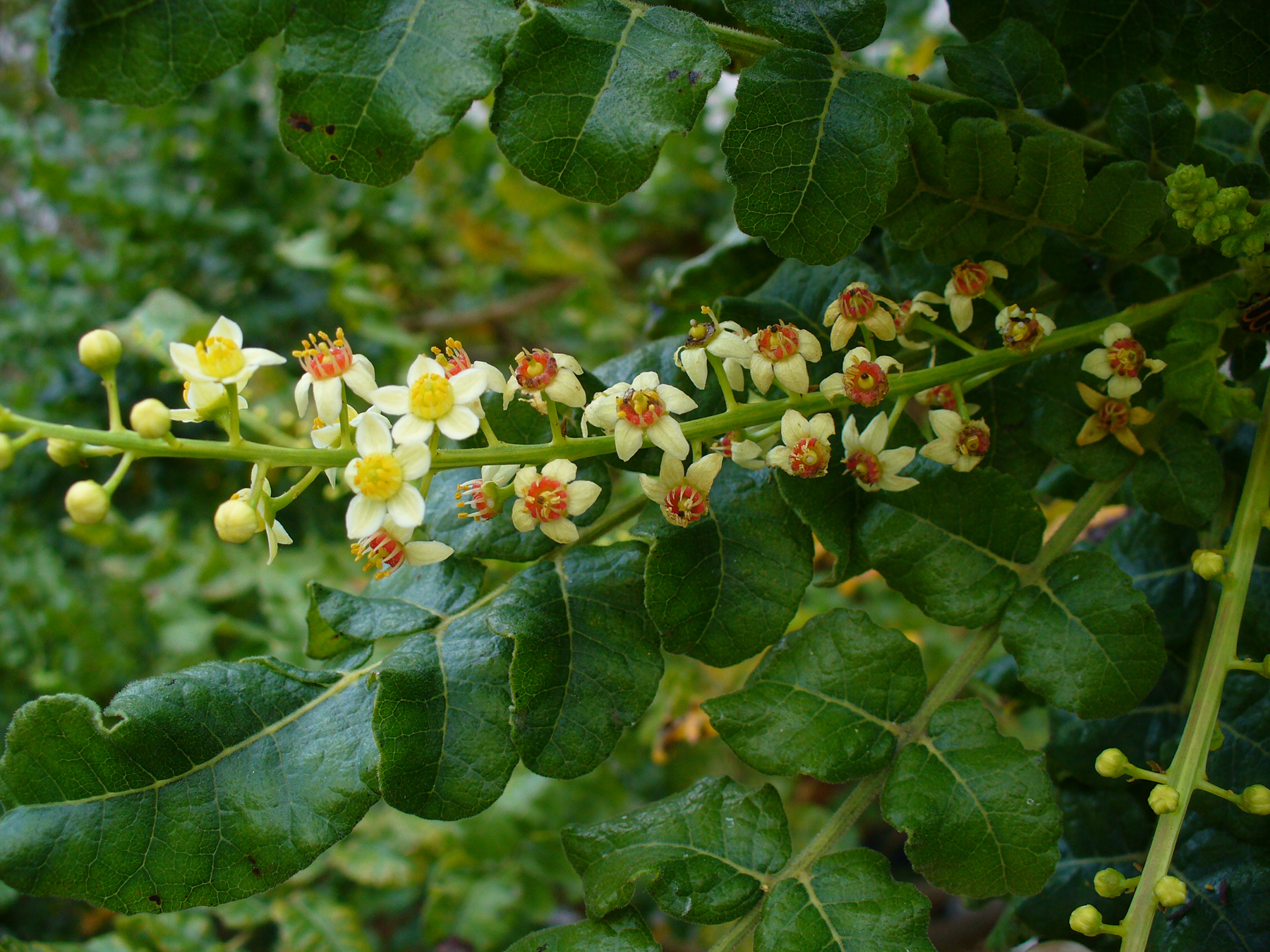
Листя і квіти ладанного дерева (Boswellia sacra)

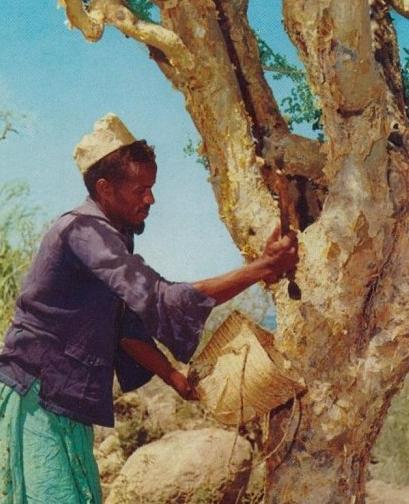
Сомалієць видобуває мирру з миррового дерева.

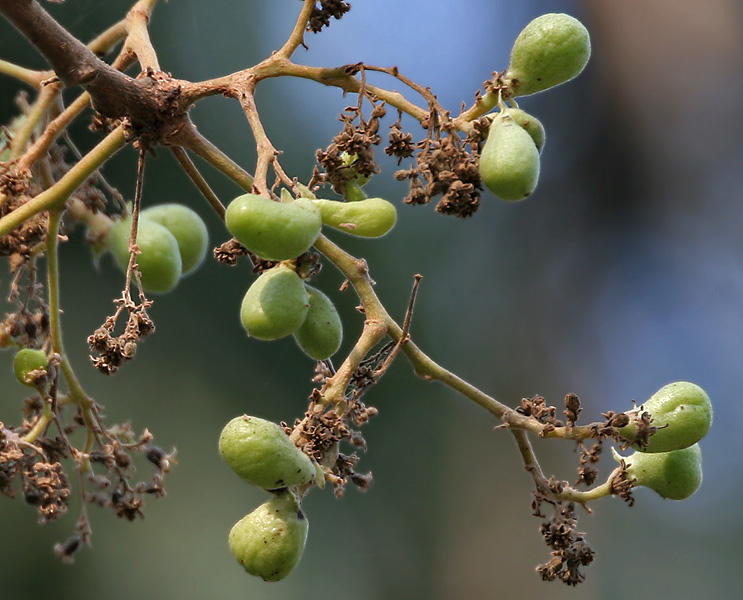
Плоди Garuga pinnata

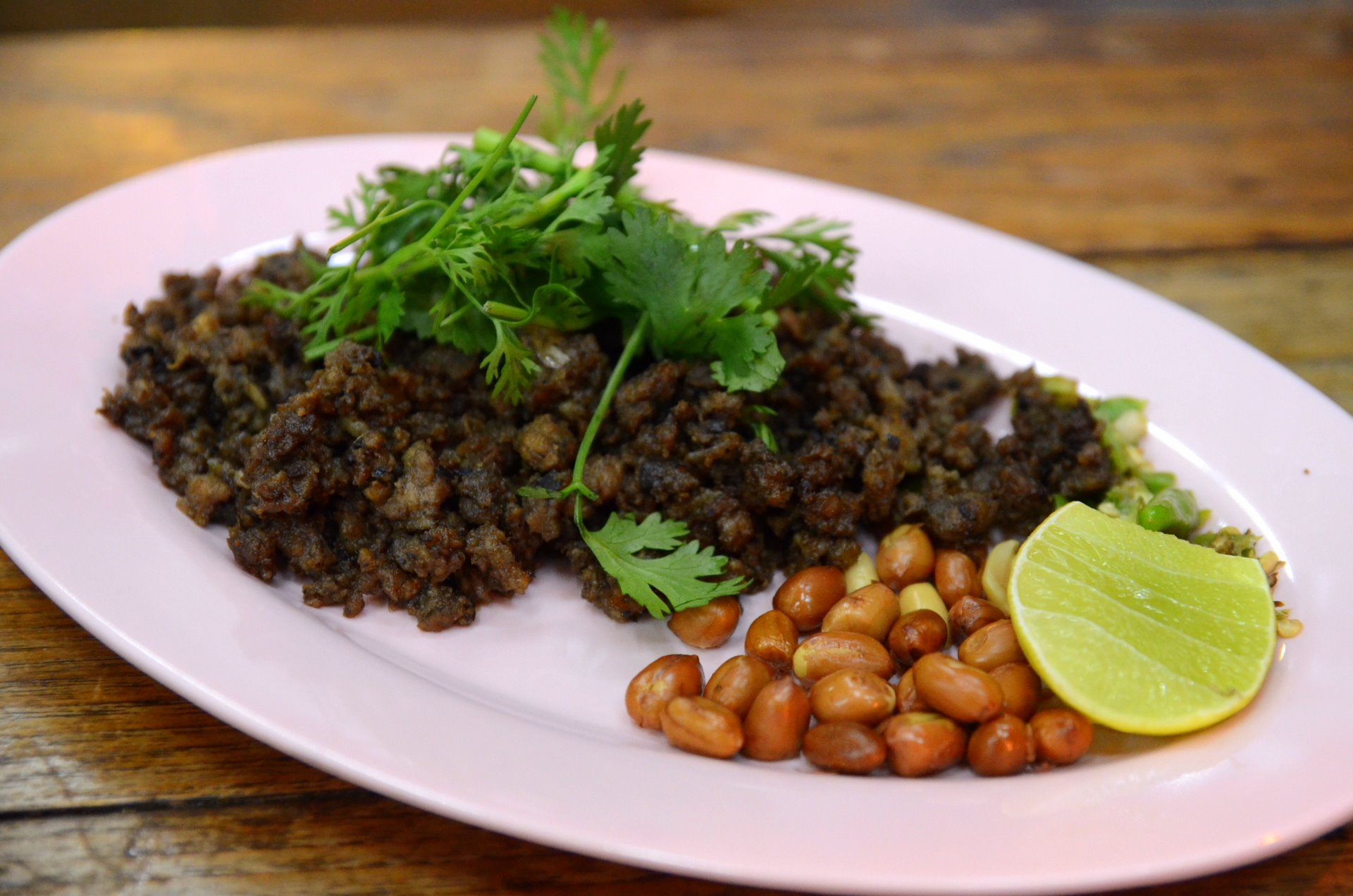
Страва з плодами Canarium album

Рослини цієї родини поширені в тропічних і субтропічних країнах обох півкуль. Особливо вони характерні для Америки і Південно-Східної Африки.

## Загальна біоморфологічна характеристика
Листопадні дерева або чагарники. Листки переважно перистоскладні, чергові або супротивні, іноді зредуковані до одного листочка. Квітки правильні, дрібні, одностатеві, рідше двостатеві, 4 — 5 членні, зібрані в суцвіття: волоть, китицю, колос. Зав'язь верхня. Плід — 1-5-насіннева ягода («кістянка»), іноді коробочка, що повільно розкривається.
Деякі види з родів Bursera і Commiphora — сукуленти.

## Систематика
Родина налічує до 20 родів і близько 600 видів.
У родині бурзерові розрізняють 3 триби:
- протієві (Protieae),
- бурзерові (Bursereae)
- канарієві (Canarieae).

### Протієві
У представників триби протієві плід з 2-5 вільними або зближеними, але не зрощеними кісточками; екзокарпій зрідка розтріскується стулками. Сюди відносяться 6 родів: найвідоміші з них протіум (Protium, близько 90 видів, з них більше 60 в лісах тропічної Америки, переважно на півночі Бразилії, в басейні річки Амазонки), тетрагастріс (Tetragastris, близько 10 видів в тропічній Америці, від Бразилії до Вест-Індії), гаруга (Garuga, 7 видів від Індії і Бірми до Філіппінських островів і Північної Австралії).

### Бурзерові
У триби бурзерові плід із зрощеними кісточками; екзокарпій завжди розтріскується стулками. 5 родів: окумея (Aucoumea, 1 вид у тропічній Західній Африці), босвелія (Boswellia, більше 20 видів в Північно-Східній Африці, на півдні Аравійського півострова, в Індії), бурзера (Bursera, майже 100 видів у тропічній Америці, переважно в Мексиці), коміфора, або миррове, або Бальзамове дерево (Commiphora, syn. Balsamodendron, більше 100 видів від Маскаренських островів, Мадагаскару і півдня Африки до Ефіопії та Судану, Аравійського півострова і Індії).

### Канарієві
У триби канарієві плід з цільним ендокарпієм. 6 родів, найвідоміший — канаріум (Canarium, близько 150 видів в тропіках Старого Світу, головним чином у тропічній Азії, значно менше в Африці, 1 вид у Вест-Індії), сантир (Santiria, близько 50 видів, від Малайзії до Філіппінських островів і Нової Гвінеї).

## Використання
Особливістю рослин цієї родини є наявність чисельних секреторних каналів у флоемі, де нагромаджуються смоли і бальзами, які використовують у парфумерії, народній медицині, для бальзамування, з технічною метою. Мирру, яку одержували з африканських та аравійських дерев родини бурзерових, що приємно пахне та має гостропряний смак, здавна як ароматичну речовину спалювали під час богослужінь та використовували для лікування інфекцій ротової порожнини (при ангінах, цинзі тощо). Ладан — висушений сік, смола, (камедь) багатьох рослин роду Boswellia здавна застосовували при релігійних обрядах. Також використовується в парфумерії і аромотерапії (в основному у вигляді ефірної олії). Мирра і ладан в Біблії описані, як дарунки волхвів Ісусу .
Деякі види мають плоди з їстівними ядрами (наприклад рослини роду Канаріум). Канаріум індійський (Canarium indicum) є одними з найважливіших горіхоплідних дерев у східній Індонезії і південно-західній частині Тихого океану.
Серед бурзерових чимало дерев, що мають красиву деревину. Це види роду канаріум, окумея, або «габонське червоне дерево» (Aucoumea klaineana), стовбури якої досягають у висоту 40 м і в поперечнику 2 м, і низка інших.